# Перший (фільм)
«Перший» — радянський художній фільм 1984 року, знятий режисером Геннадієм Базаровим на кіностудії «Киргизфільм».

## Сюжет
Неодноразово доводилося кадровому партійному працівнику Усену Бакірову налагоджувати роботу у відстаючих районах. Толуцький район, куди він отримує призначення, вважається благополучним. Тим важче було Бакірову, першому секретареві райкому, ламати традиції господарювання, що склалися, у свідомості людей. Він, переконаний, що у ставленні до справи й проявляється особистість кожної людини, намагається вникнути в різні питання, пов'язати воєдино проблеми виробничі та виховні, наполегливо, але делікатно переконати кожного в необхідності дбайливого ставлення до землі, природи, виховати почуття господаря. Результат очевидний: район виходить на нові, вищі рубежі.

## У ролях
- Совєтбек Джумадилов — головна роль
- Наталія Арінбасарова — головна роль
- Нуржуман Іхтимбаєв — Карагулов
- Гульсара Ажибекова — роль другого плану
- Суйменкул Чокморов — роль другого плану
- Асанкул Осмонов — роль другого плану
- Капар Медетбеков — роль другого плану
- Орозбек Кутманалієв — роль другого плану
- Болот Бейшеналієв — роль другого плану
- Марат Жантелієв — роль другого плану
- Токон Дайирбеков — роль другого плану
- Гульнара Абдикадирова — секретарка

## Знімальна група
- Режисер — Геннадій Базаров
- Сценаристи — Геннадій Базаров, Леонід Дядюченко
- Оператори — Валерій Віленський, Мурат Алієв
- Художник — Володимир Мурзін